# Прапор Лосинівки

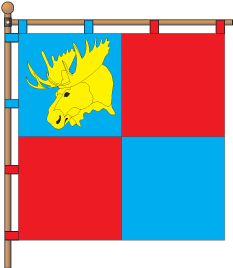
Корогва Лосинівки

Корогва селища – квадратне полотнище (співвідношення 1:1) поділене горизонтальною й вертикальною лінією на чвертьполя синього (перше та четверте) та червоного (друге та третє) кольору із жовтою лосиною головою у першому чвертьполі. Корогва має вертикальне та горизонтальне кріплення.
Прапор селища – квадратне полотнище (співвідношення 1:1) поділене горизонтальною й вертикальною лінією на чвертьполя синього (перше та четверте) та червоного (друге та третє) кольору. Прапор має вертикальне кріплення.
Своїм рішенням VI сесія V скликання Лосинівської селищної ради 26 вересня 2007 р. затвердила символіку селища (автор проекту О. Желіба).

## Пояснення символіки
- голова лося – згадка про сучасну назву селища та історичну – «Лосині Голови»;
- православний хрест – символ того, що слободу Лосині Голови заснували ченці Києво-Печерської лаври, знак сучасних християнських чеснот мешканців селища;
- поділ щита на чотири поля – символ чотирьох періодів у житті села: панського, монастирського, радянського та сучасного.

шляхтичеві Малаховському 1626 р.